# Bút kẻ mắt

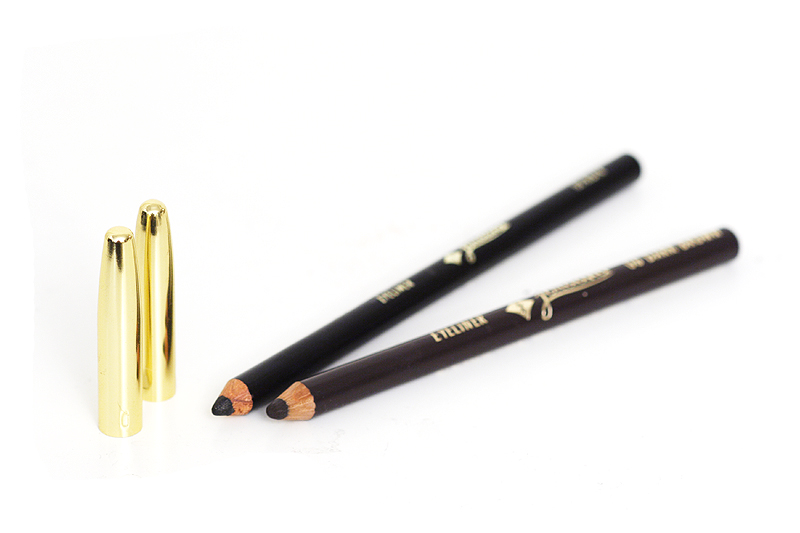
Bút kẻ mắt

Bút kẻ mắt là một loại mỹ phẩm được sử dụng để định hình đôi mắt. Nó dùng để tô vẽ trên đường viền mắt nhằm tạo ra một loạt hiệu ứng thẩm mỹ.

## Lịch sử

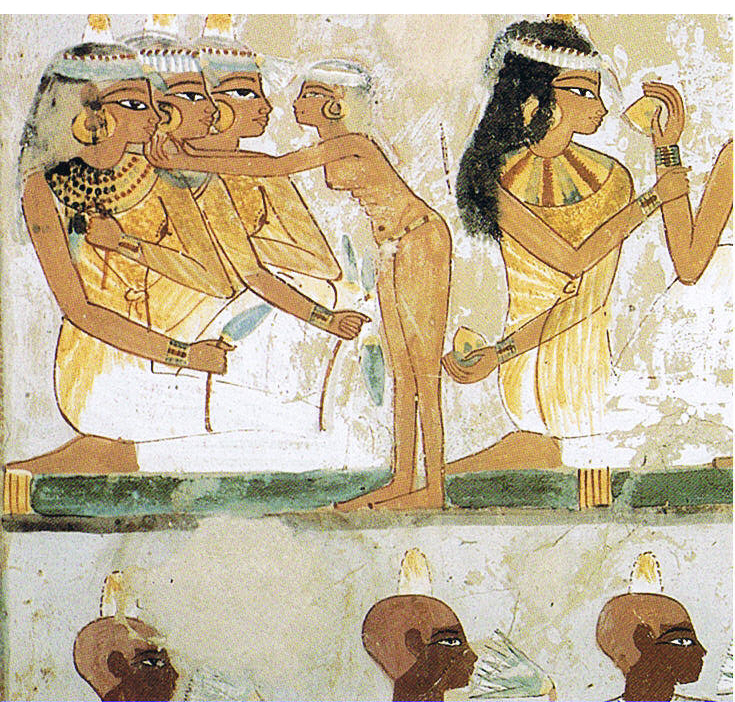
Đàn ông và phụ nữ Ai Cập cổ đại dùng bút kẻ mắt phấn kohl, hình khắc trong lăng mộ Nakht tại Thebes (thế kỷ 15 TCN).

Bút kẻ mắt lần đầu tiên được sử dụng vào thời Ai Cập cổ đại và Lưỡng Hà để vẽ đường đen sẫm quanh mắt. Ngay từ năm 10.000 TCN, người Ai Cập đã dùng mỹ phẩm đa dạng không chỉ vì tính thẩm mỹ mà còn để bảo vệ da khỏi ánh nắng mặt trời trên sa mạc. Nghiên cứu cũng đã suy đoán rằng bút kẻ mắt được tô vẽ để bảo vệ người vẽ mắt khỏi ánh mắt ác quỷ. Đặc trưng về đôi mắt kẻ đậm thường xuyên được mô tả trong nghệ thuật Ai Cập cổ đại. Họ chế tạo bút kẻ mắt với nhiều loại vật liệu, bao gồm quặng đồng và antimon. Phấn kohl thời Ai Cập cổ đại chứa galena, được nhập khẩu từ các vùng lân cận như xứ Punt, Coptos và Tây Á. Thời kỳ pharaoh Seti I, cũng như tất cả đàn ông thuộc tầng lớp thượng lưu bấy giờ kẻ viền mắt màu đen bằng mực để bảo vệ mắt khỏi ánh nắng khi phải hoạt động ngoài trời. Đôi mắt của họ như quyền lực hơn với đường kẻ viền dày, kéo dài tới tận thái dương.
Vào thập niên 1920, người ta phát hiện một cây bút kẻ mắt trong lăng mộ Tutankhamun, từ đó bút kẻ mắt được giới thiệu sử dụng đến Thế giới phương Tây. Thập niên 1920 là một thời kỳ thường gắn liền với nhiều thay đổi về thời trang của phụ nữ và phụ nữ cảm nhận sự tự do để áp dụng trang điểm thoải mái hơn.
Vào thập niên 1960, bút kẻ mắt dạng lỏng được sử dụng để tạo ra những đường kẻ màu đen và trắng đậm xung quanh mắt khi trang điểm kết hợp với thiết kế thời trang giống như Mary Quant.

## Sử dụng hiện đại

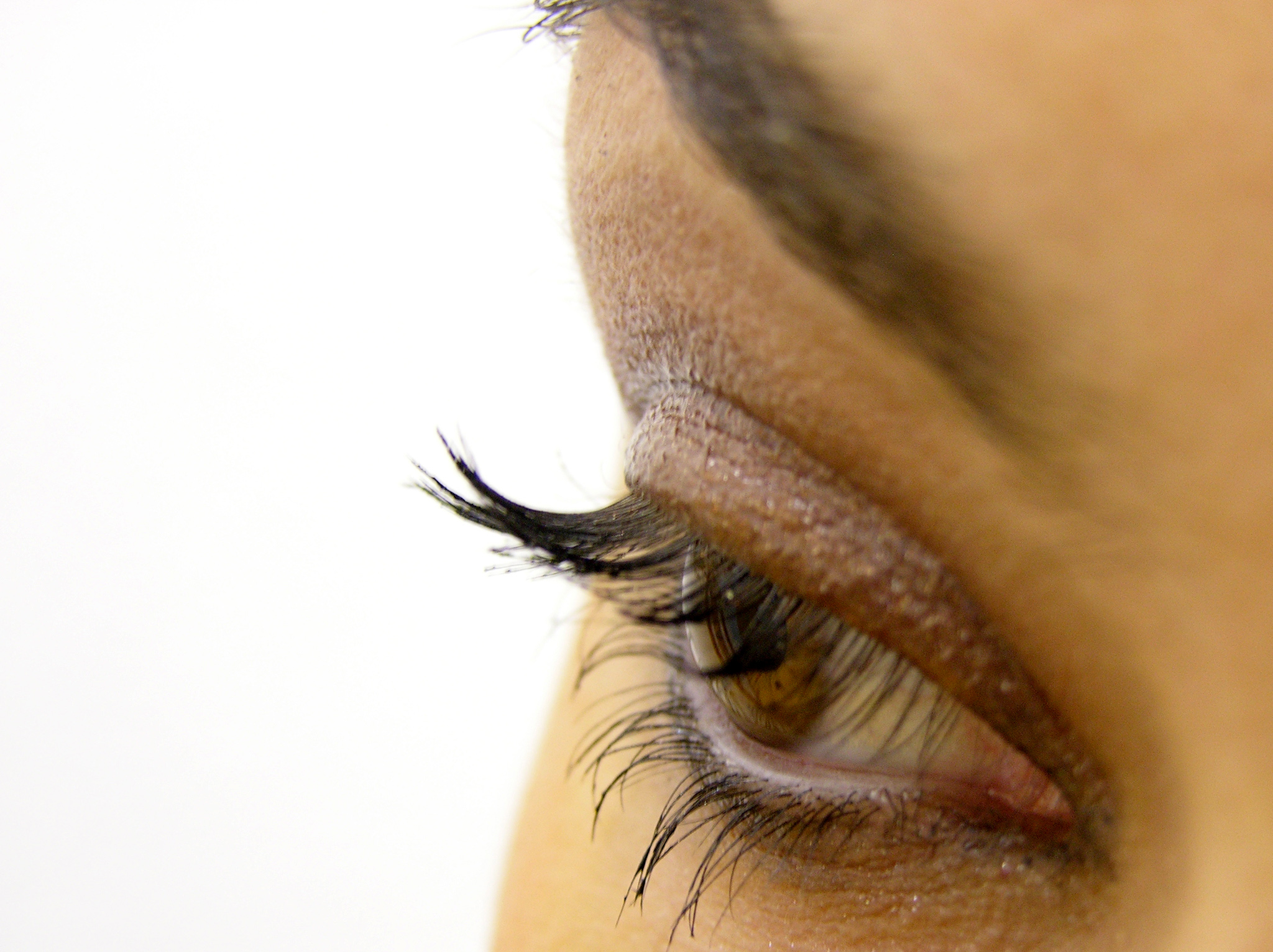
Một con mắt kẻ bút màu nâu bên dưới hàng mi dưới cùng.

Vào cuối thế kỷ XX và đầu XXI, bút kẻ mắt đậm được sử dụng kết hợp với thời trang Gothic và thời trang Punk. Bút kẻ mắt có mức độ dày thường biến đổi, đặc biệt đối với nam giới như Pete Wentz cũng đã trở nên liên kiết với văn hóa nhóm emo và lối sống thay thế đa dạng. Bút kẻ mắt được nam giới tăng cường sử dụng khiến cho đôi mắt họ quyến rũ hơn trước khi dự tiệc hoặc họp mặt quan trọng. Đây vẫn còn là một điều cấm kỵ về nó, nhưng dần dần quan điểm toàn cầu đang thay đổi về việc nam giới dùng mỹ phẩm. Nghiên cứu cho thấy rằng 10% nam giới Anh dùng mỹ phẩm trang điểm trước khi dự tiệc.
Bút kẻ mắt thường được sử dụng như một thói quen trang điểm hàng ngày để định hình đôi mắt hoặc tạo ra cách nhìn về một con mắt lớn hơn hoặc nhỏ hơn. Loại mỹ phẩm này có thể được sử dụng như một công cụ để tạo ra những cách nhìn đa dạng cũng như làm nổi bật những đặc tính khác nhau của mắt. Nó có thể được đặt ở nhiều bộ phận khác nhau trên mắt để tạo cách nhìn khác biệt với kẻ mắt trôi nhòa hoặc kẻ mắt vô hình tại ngấn nước. Bút kẻ mắt có thể vẽ phía trên hàng mi trên hoặc phía dưới hàng mi dưới hoặc cả hai, thậm chí trên ngấn nước mắt. Mục đích chính là khiến cho lông mi trông lộng lẫy, mà còn thu hút sự chú ý đến đôi mắt và có thể nổi bật hoặc thậm chí thay đổi hình dạng của mắt. Bút kẻ mắt có sẵn phạm vi màu sắc rộng rãi, từ màu đen thông thường, nâu và xám đến sắc thái phiêu lưu hơn như những màu sắc tươi sáng chính yếu, nhợt nhạt, bạc băng giá và vàng kim, trắng và thậm chí màu đốm lấp lánh.
Bút kẻ mắt sẽ phô ra diện mạo đường kẻ mi sẫm tối hơn mà mascara thường cung ứng, nhưng bút kẻ mắt ít khả năng gây chảy máu hay ố bẩn. Cuối cùng, người trang điểm có thể áp lên một lớp mỏng mascara trong suốt để giúp giữ độ xoăn và làm dày lông mi một chút.

### Cách sử dụng hiện đại khác nhau
Mặc dù nhiều người sử dụng bút kẻ mắt trên cơ sở ngày qua ngày như vật định hình đơn giản cho đôi mắt, số khác sử dụng nó nhiều hơn chỉ một vật phóng ảnh dễ dàng. Có nhiều kiểu bút kẻ mắt. Hầu hết trong số chúng thường xoay quanh dạng bút kẻ mắt trôi nhòa, chúng định hình đường viền xung quanh mí mắt trên và một đường kẻ, khoảng nửa đường về phía cuối lông mày. Chúng thường được kết nối để định rõ xung quanh hàng mi trên. Tuy nhiên hiện nay có một số bút kẻ mắt có tông màu chói.

### Kẻ mắt vô hình
Kẻ mắt vô hình là cách dùng bút kẻ mắt vẽ khít chặt tỳ vào ngấn nước phía dưới lông mi của mí mắt trên và phía trên lông mi của mí mắt dưới thấp. Do gần gũi với màng và bề mặt mắt, bút kẻ mắt không thấm nước được ưa chuộng. Kẻ mắt vô hình là một kỹ thuật khiến lông mi hiện diện bắt đầu xa trở lại trên mí mắt, do đó kiến chúng trông dài hơn. Bút kẻ mắt dạng keo vuốt và một bàn bàn chải góc cạnh nhỏ có thể được sử dụng để tạo ra hiệu ứng này.

## Những loại bút kẻ mắt

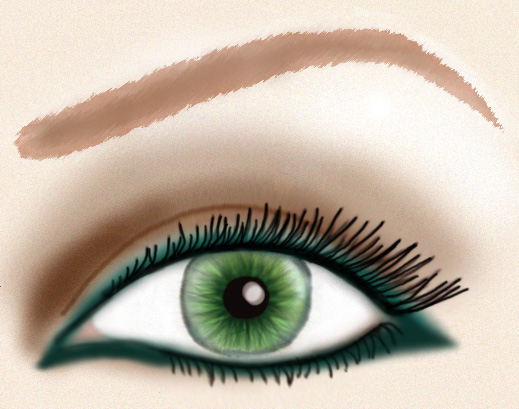
Kẻ mắt màu mòng két sẫm dọc theo bờ mép mắt

Tùy thuộc vào kết cấu, bút kẻ mắt có thể nhoè nhạt dịu hoặc định hình rõ ràng. Có năm loại bút kẻ mắt chính có sẵn trên thị trường: mỗi loại tạo ra hiệu ứng khác nhau.
- Bút kẻ mắt dạng lỏng là một chất lỏng đục thường đi kèm một chai lọ nhỏ và thường được tô vẽ với một bàn chải nhỏ có đầu nhọn. Loại này tạo nên đường kẻ rõ ràng, sắc nét. Bởi vì bút kẻ mắt dạng lỏng vẽ nên diện mạo đậm hơn nhiều, chúng thường chỉ áp dụng cho đường lông mi phía trên, tuy nhiên ngày nay chúng được dùng trong tất cả các loại cách thức mới thái quá.
- Chì mắt dạng bột là loại bút kẻ mắt dạng bút chì gỗ. Chúng thường có sẵn sắc thái chất liệu tối sẫm.
- Chì mắt dạng sáp là bút chì mềm và chứa sáp tô vẽ dễ hơn. Loại bút này có loạt rộng rãi màu sắc chói cũng như sắc thái nhạt chẳng hạn màu trắng hoặc màu be. Bút kẻ mắt dạng sáp cũng có thể hình thành ở dạng hình nón hoặc nhỏ gọn với bàn chải bôi.
- Bút kẻ mắt phấn kohl là một loại bột mềm có sẵn sắc thái chất liệu tối sẫm. Nó thường được sử dụng màu đen để vẽ phác đôi mắt. Chúng đi kèm bút chì, bột ép hoặc dạng bột lỏng. Đây là loại bút kẻ mắt có nhiều khả năng làm nhòe.
- Bút kẻ mắt dạng keo vuốt, là kẻ dạng keo vuốt mềm mại, có thể dễ dàng tô vẽ với bàn chải kẻ mắt. Chúng có thể được tô vẽ chính xác và nhẹ nhàng hơn nhiều so với Kohl.
- Chì tự động dạng keo vuốt rắn, bút kẻ mắt trượt lên, mờ nhòe trong một phút và được bôi tạo cái nhìn mềm mại và lâu trôi đi. Những bút kẻ mắt loại này thuận tiện hơn so với kẻ mắt dạng keo vuốt và được ưa chuộng sử dụng với bàn chải bôi. Sử dụng dễ dàng giống như kẻ mắt kohl.
- Chì xé kẻ mày hay còn gọi Chì kẻ mày dạng xé giúp tạo dáng, định hình dáng chân mày. Các đường nét trên khuôn mặt có thể hoàn toàn thay đổi. Chỉ cần bạn thay đổi, điều chỉnh, tạo dáng chân mày phù hợp. Mỗi khuôn mặt sẽ phù hợp với một dáng chân mày khác nhau. Dạng chì này tiện lợi không cần gọt chỉ cần xé lớp vỏ bên ngoài.

## Thành phần hóa học
Bút kẻ mắt dạng sáp truyền thống được làm từ khoảng 20 thành phần. Khoảng 50% tính theo trọng lượng là sáp (ví dụ sáp Nhật Bản, chất béo hoặc vật liệu mềm kết dính dễ dàng trượt trên da. Sắc tố điển hình bao gồm oxit sắt màu đen, cũng như số lượng nhỏ titan dioxide và xanh Phổ.